# Ла Сера (Фрозиноне)
Ла Сера је насеље у Италији у округу Фрозиноне, региону Лацио.
Према процени из 2011. у насељу је живело 28 становника. Насеље се налази на надморској висини од 457 м.